# بخش نیاندومسکی
بخش نیاندومسکی (به لاتین: Nyandomsky District) یک منطقهٔ مسکونی در روسیه است که در استان آرخانگلسک واقع شده‌است.